# Golfová hůl

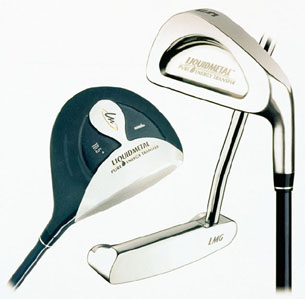
Některé golfové hole

Golfová hůl je hůl, používaná v golfu k odpalování míčků.
Každá hůl je složená z grafitového nebo ocelového shaftu, pogumovaného držadla, které se nazývá grip a z dřevěné, ocelové nebo syntetické hlavy hole. Existuje mnoho druhů holí, ty se dělí mezi tři základní druhy:
- dřeva (anglicky woods), která jsou používána pro dlouhé, přibližovací odpaly;
- železa (anglicky irons), která jsou nejvíce univerzální z holí a
- puttery, které se používají pro doklepávání do jamky.

Nejdůležitější veličinou určující variabilitu holí je sklon hlavy hole (anglicky loft) nebo sklon shaftu (anglicky lie, úhel mezi hlavou hole a shaftem). Tyto veličiny ovlivňují trajektorii, trajektorie by neměla být ovlivněna švihem holí, švih by měl být takový, aby byl míč odpálen celou plochou hlavy hole.
Všechny hlavní druhy holí jsou označeny čísly. Vyšší čísla označují kratší shaft a vyšší loft. Z toho plyne, že čím vyšší číslo hůl má, tím vyšší a kratší bude odpal. Hráči golfu s sebou mohou nosit různé hole, ne však více než 14 holí. Klasický set většinou obsahuje driver, dvě další dřeva (většinou trojku a pětku dřevo), sadu želez od čísla tři, do čísla 9, pitching wedge, písečný wedge, putter a nějakou další hůl podle hráčovy volby. Někteří hráči nepoužívají sudá čísla železných holí, volné místo tak obsazují dalšími dřevěnými holemi, speciálními puttery nebo různými speciálními holemi.

## Typy holí

### Dřeva
Dřeva se používají pro dlouhé odpaly z týčka směrem na green. Většinou mají velkou oblou hlavu a velmi dlouhý shaft, který dává odpálenému míčku velkou rychlost a nízkou a dlouhou trajektorii.

### Železa
Železa jsou hole s kratším shaftem a méně oblou hlavou, které slouží pro kratší a vyšší odpaly. Používají se pro přiblížení se na green, nebo pro odpaly z jiných povrchů jako jsou hlubší tráva (anglicky rough), z úpatí kopců nebo mezi stromy.

### Wedge
Wedge jsou železa s vyšším sklonem hlavy, než má devítka železo. Typický sklon devítky je kolem 44 stupňů. Wedge jsou používány pro různé krátké, vysoké a hodně přesné rány směrem ke greenu. Používají se na vyhazování míčku ze špatných povrchů jako je písek v bunkeru.
Existují čtyři druhy holí typu wedge s úhlem sklonu hlavy od 46° do 60°. Pitching wedge (označení PW – 46–48°) gap wedge (GW – 50–52°), písečný wedge (SW – 54–56°) a lob wedge (LW – 58–60°).

### Hybridní hole
Hybridy jsou hole, které kombinují výhody železných a dřevěných holí, slouží pro dlouhé odpaly stejně jako dřevěné hole s možností snazšího švihu jako železnými holemi.

### Puttery
Puttery jsou speciální hole se sklonem hole menším než 10°, jsou používány k doklepávání míčků do jamky.

## Konstrukce

### Shaft
Shaft je železná nebo karbonová (grafitová) tyč. Většinou má v průměru asi 12 mm a délka se pohybuje od 89 do 115 cm. Grafitový shaft je většinou používán ženami, dětmi a seniory pro svou váhu a větší pružnost, díky které lze s grafitovým shaftem odpálit míček na větší vzdálenost. Ocelový shaft je pro hráče s rychlejším švihem, kteří využijí jeho tuhost pro přesnější rány..

### Grip
Grip je označení oblasti hole, která je pogumovaná nebo jinak povrchově upravená a je určená k úchopu hole.
Má větší průměr než shaft (15 mm) a nahoře se rozšiřuje.

### Hlava hole
Každá hlava hole má jen jednu stranu (face – tvář), která se používá k úderu do míčku. Existují i hole, které mají oboustrannou hlavu, jsou to symetrické hole jako puttery nebo některé obouruké wedge.

## Jména a vlastnosti holí

### Dřeva
- [1] Playclub/Driver
- [2] Brassie
- [3] Spoon
- [4] Cleek
- [5] Baffy

### Železa
- [1] Driving Iron
- [2] Mid-Iron
- [3] Mid-Mashie
- [4] Mashie-Iron
- [5] Mashie
- [6] Spade Mashie
- [7] Mashie-Niblick
- [8] Pitching-Niblick
- [9] Niblick
- [Specialized chipping club] Jigger

### Wedges
- [48°] Pitching Wedge (PW)
- [52°] Gap Wedge (GW), Approach Wedge (AW), Dual Wedge (DW), Attack Wedge (AW) nebo Utility Wedge (UW)
- [54°]
- [56°] Sand Wedge (SW)
- [60°] Lob Wedge (LW)

## Vzdálenosti
| Hůl            | Minimum | Průměr  | Maximum |
| -------------- | ------- | ------- | ------- |
| Driver         | 200 yds | 230 yds | 260 yds |
| 2 dřevo        | 190 yds | 220 yds | 245 yds |
| 3 dřevo        | 180 yds | 215 yds | 235 yds |
| 4 dřevo        | 175 yds | 200 yds | 200 yds |
| 5 dřevo        | 170 yds | 195 yds | 210 yds |
| 1 železo       | 180 yds | 215 yds | 235 yds |
| 2 železo       | 170 yds | 195 yds | 210 yds |
| 3 železo       | 160 yds | 180 yds | 200 yds |
| 4 železo       | 150 yds | 160 yds | 170 yds |
| 5 železo       | 140 yds | 160 yds | 170 yds |
| 6 železo       | 130 yds | 150 yds | 160 yds |
| 7 železo       | 120 yds | 140 yds | 150 yds |
| 8 železo       | 110 yds | 130 yds | 140 yds |
| 9 železo       | 95 yds  | 115 yds | 130 yds |
| Pitching Wedge | 80 yds  | 105 yds | 120 yds |
| Sand Wedge     | 60 yds  | 80 yds  | 100 yds |
| Lob Wedge      | 50 yds  | 70 yds  | 90 yds  |

| Hůl            | Minimum | Průměr  | Maximum |
| -------------- | ------- | ------- | ------- |
| Driver         | 150 yds | 175 yds | 200 yds |
| 2 dřevo        | 135 yds | 160 yds | 190 yds |
| 3 dřevo        | 125 yds | 150 yds | 180 yds |
| 4 dřevo        | 110 yds | 145 yds | 175 yds |
| 5 dřevo        | 105 yds | 135 yds | 170 yds |
| 1 železo       | 125 yds | 150 yds | 180 yds |
| 2 železo       | 105 yds | 135 yds | 170 yds |
| 3 železo       | 100 yds | 125 yds | 160 yds |
| 4 železo       | 90 yds  | 120 yds | 150 yds |
| 5 železo       | 80 yds  | 110 yds | 140 yds |
| 6 železo       | 70 yds  | 100 yds | 130 yds |
| 7 železo       | 65 yds  | 90 yds  | 120 yds |
| 8 železo       | 60 yds  | 80 yds  | 110 yds |
| 9 železo       | 55 yds  | 70 yds  | 95 yds  |
| Pitching Wedge | 50 yds  | 60 yds  | 80 yds  |
| Pitching Wedge | 40 yds  | 50 yds  | 60 yds  |
| Lob Wedge      | 35 yds  | 45 yds  | 50 yds  |

| Hůl            | Průměr      |
| -------------- | ----------- |
| Driver         | 289–361 yds |
| 3 dřevo        | 243–304 yds |
| 5 dřevo        | 230–288 yds |
| 3 železo       | 212–265 yds |
| 4 železo       | 203–254 yds |
| 5 železo       | 194–243 yds |
| 6 železo       | 183–229 yds |
| 7 železo       | 172–215 yds |
| 8 železo       | 160–200 yds |
| 9 železo       | 148–185 yds |
| Pitching Wedge | 136–170 yds |

| Hůl            | Průměr      |
| -------------- | ----------- |
| Driver         | 246–258 yds |
| 3 dřevo        | 195–217 yds |
| 5 dřevo        | 185–205 yds |
| 3 železo       | 170–181 yds |
| 4 železo       | 161–173 yds |
| 5 železo       | 152–163 yds |
| 6 železo       | 141–154 yds |
| 7 železo       | 130–143 yds |
| 8 železo       | 119–132 yds |
| 9 železo       | 107–121 yds |
| Pitching Wedge | 136–170 yds |

| Hůl            | Úhel          |
| -------------- | ------------- |
| 2 dřevo        | 12–15 stupňů  |
| 3 dřevo        | 12–17 stupňů  |
| 4 dřevo        | 15–19 stupňů  |
| 5 dřevo        | 20–23 stupňů  |
| 1 železo       | 15–18 stupňů  |
| 2 železo       | 18–20 stupňů  |
| 3 železo       | 21- 24 stupňů |
| 4 železo       | 25–28 stupňů  |
| 5 železo       | 28–32 stupňů  |
| 6 železo       | 32–36 stupňů  |
| 7 železo       | 36–40 stupňů  |
| 8 železo       | 40–44 stupňů  |
| 9 železo       | 45–48 stupňů  |
| Pitching Wedge | 47–53 stupňů  |
| Sand Wedge     | 54–58 stupňů  |
| Lob Wedge      | 58–62 stupňů  |